# Zabikhillo Urinboev
Zabikhillo Urinboev, né le 30 mars 1995, est un footballeur ouzbek.

## Biographie
Urinboev commence sa carrière professionnelle en 2014 avec le club du FK Bunyodkor.
Le 19 mai 2018, il fait ses débuts avec l'équipe nationale ouzbek contre l'équipe d'Iran.